# Graça Machelová
Graça Machel, rodným jménem Graça Simbine (* 17. října 1945, Portugalská východní Afrika, v současnosti Mosambik) je bývalá první dáma Mosambiku z titulu manželky prezidenta Samory Machela a první dáma Jihoafrické republiky, když tento neoficiální úřad zastávala jako třetí manželka prezidenta Nelsona Mandely. K roku 2010 byla jedinou osobou na světě, která vstoupila do manželství se dvěma prezidenty různých států. Působí jako mezinárodní obhájkyně práv dětí a žen.

## Život
Z vysokoškolských studií v Lisabonu se do rodného Mosambiku vrátila v roce 1973, kde se přidala
k Frontě za osvobození Mosambiku (FRELIMO) a stala se učitelkou. Po získání nezávislosti v roce 1975 byla jmenována ministryní školství a kultury a ve stejném roce se provdala za Samoru Machela, který se stal prezidentem země. Ovdověla v roce 1986, když manžel zemřel při leteckém neštěstí nad Jihoafrickou republikou.

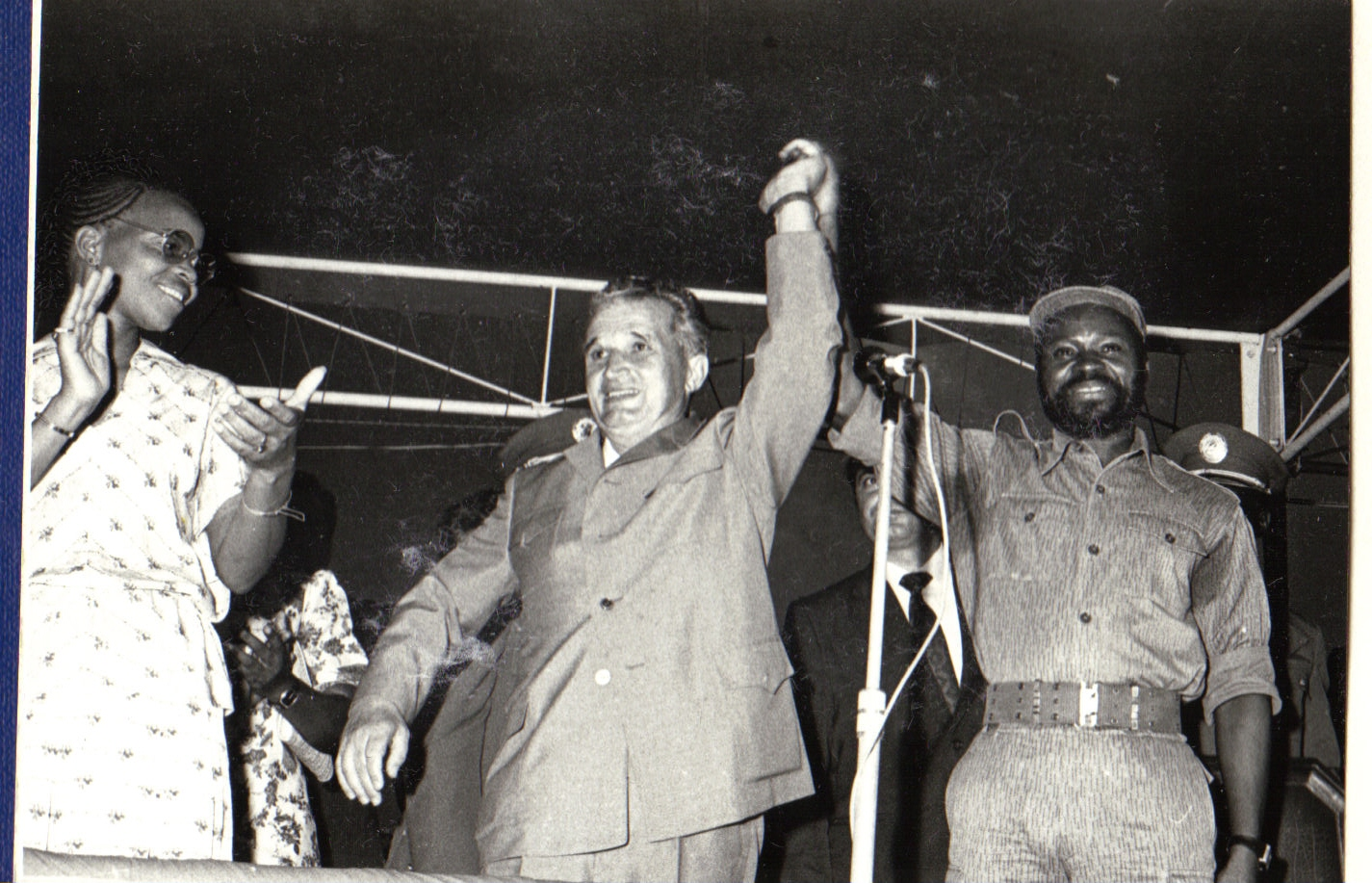
Vlevo Graça Machelová při státní návštěvě Nicolae Ceauşescua v roce 1979, vpravo Samora Machel

V roce 1995 obdržela Nansenovu medaili Organizace spojených národů za dlouhodobou humanitární pomoc, především s dětskými uprchlíky.
V červenci 1998 se provdala podruhé za tehdejšího jihoafrického prezidenta Nelsona Mandelu a stejný rok získala Cenu prince Asturského v oblasti mezinárodní spolupráce. V červnu 2008 získala čestný doktorát filosofie (dr. h. c.) na University of Stellenbosch.
Plynně hovoří španělsky, francouzsky, anglicky a italsky.